# エレガンスクワガタ
エレガンスクワガタ (Digonophorus elegans) は、昆虫綱甲虫目クワガタムシ科エレガンスクワガタ属に分類されるクワガタ。

## 分布
インド北東部、ネパール。

## 形態
オスは明るい赤褐色の体色をしており、前後に引き延ばしたような体型で、特に頭部・大アゴが体を占める比率が他の部位よりも大きめ。
メスは黒く、スジクワガタのメスと似ている。メスの数は少なく、現地でも見つかることが少ない。

## 近似種
エレガンスクワガタ属は3種で構成されているが、形状はコクワガタ亜属に近く、コクワガタ亜属に属しているという見方もある。
Dignophorus elegans  (Parry, 1862)
インド
Digonophorus rubrolateris Nagai, 2000
ミャンマー
Digonophorus costipennis Nagai, 2000
ミャンマー

## 生態
現地では珍種で、生態は詳らかではない。

## 人間との関係
とても希少な種だが、植物防疫法の輸入規制の対象ではない。